# Rinucumab
Il rinucumab (REGN2176 secondo la Denominazione Comune Internazionale) è un anticorpo monoclonale progettato per il trattamento della degenerazione maculare connessa all'invecchiamento. Questo farmaco è prodotto dalla Regeneron Pharmaceuticals.